# Mycomya ferrzai
Mycomya ferrzai är en tvåvingeart som beskrevs av Coher 1950. Mycomya ferrzai ingår i släktet Mycomya och familjen svampmyggor. Inga underarter finns listade i Catalogue of Life.